# Pirdjahan (Latchine)
Pirdjahan est un village de la région de Latchine en Azerbaïdjan.

## Histoire
En 1992-2020, Pirdjahan était sous le contrôle des forces armées arméniennes. Le 1er décembre 2020, le village repasse sous la souveraineté de l'Azerbaïdjan, comme l'ensemble du raion de Latchine, conformément à l'accord de cessez-le-feu du Haut-Karabakh.

## Population
Selon les statistiques de 1983, la population du village de Pirdjahan est de 504 personnes.

## Économie
La principale occupation de la population du village est l'élevage et le jardinage.

## Culture
Il y a une école secondaire, un centre culturel, une bibliothèque, un hôpital, une boulangerie, une fromagerie, un service de communication et deux magasins dans le village de Pirdjahan.